# Mohamed Boussefiane
Mohamed Boussefiane (en arabe : محمد بوسفيان), né le 18 janvier 1985 à Khemis Miliana en Algérie, est un footballeur international espoir algérien.

## Biographie
Mohamed Boussefiane connait sa première sélection en équipe nationale espoir d'Algérie le 14 janvier 2005 face à la Biélorussie, lors d'un tournoi à Doha au Qatar. Il participe à ce tournoi où l'Algérie termine 4e, puis aux Jeux islamiques 2005, et aux Jeux Méditerranéens 2005. Cet attaquant formé à l'ES Kouba (Alger), rejoint les voisins du RC Kouba en catégorie cadets, puis signe à l'USM Alger en juin 2005.
Lors de la saison 2008-2009, en désaccord avec l'entraîneur de l'USMA Oscar Fulloné, Boussefiane quitte le club et rejoint la JS Kabylie au mercato d'hiver dans le cadre d'un échange contre Nouri Ouznadji qui fait chemin inverse. Après six mois chez les Canaris, le joueur signe au NA Hussein Dey puis à l'AS Khroub. Ensuite, Boussefiane enchaîne plusieurs saisons dans des clubs de divisions inférieures en passant par l'Olympique de Médéa, le RC Kouba, le Hydra AC et le HAMR Annaba.